# Американо-нідерландські відносини
Відносини між Нідерландами та США характеризує Держдепартамент США як «відмінні» і «близькі» Міністерство закордонних справ Нідерландів . Офіційні відносини були започатковані в 1782 році, і оскільки вони ніколи не перебували у стані війни або серйозного конфлікту, президент США Рональд Рейган у 1982 році назвав їх «найдовшими безперервними мирними відносинами, які у нас були з будь-якою іншою країною». Протягом останніх десятиліть обидві країни активно співпрацюють у боротьбі з піратством, тероризмом та миротворчими місіями в регіонах Європи, Близького Сходу та Центральної Америки (в основному через НАТО).

## Історія

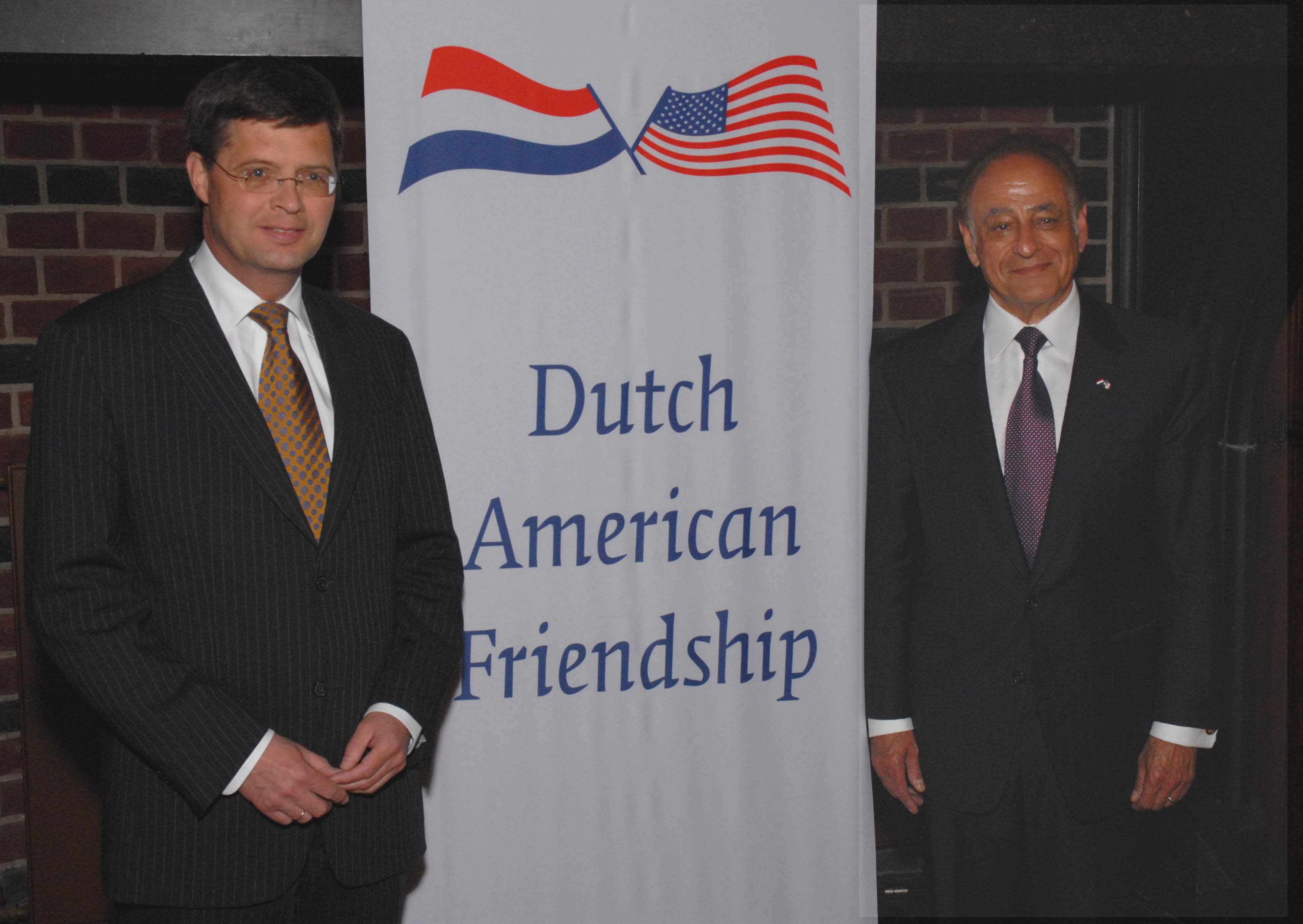
Прем'єр-міністр Нідерландів Ян Петер Балкененде та посол США Роланд Арналл

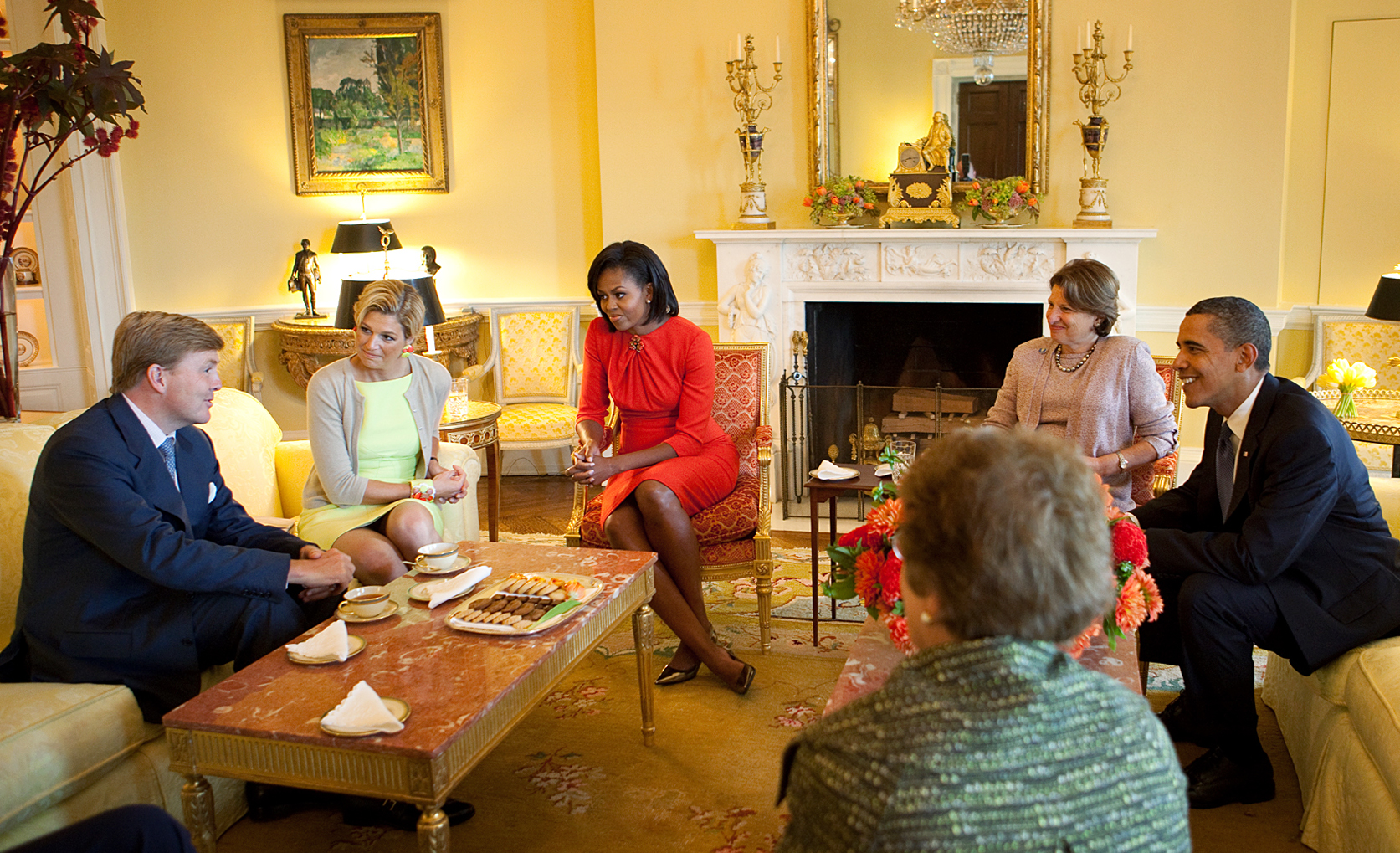
Король Віллем-Олександр, королева Максима, Мішель Обама, Барак Обама і Фей Хартог-Левін (показано ззаду) у Білому домі в 2009 році

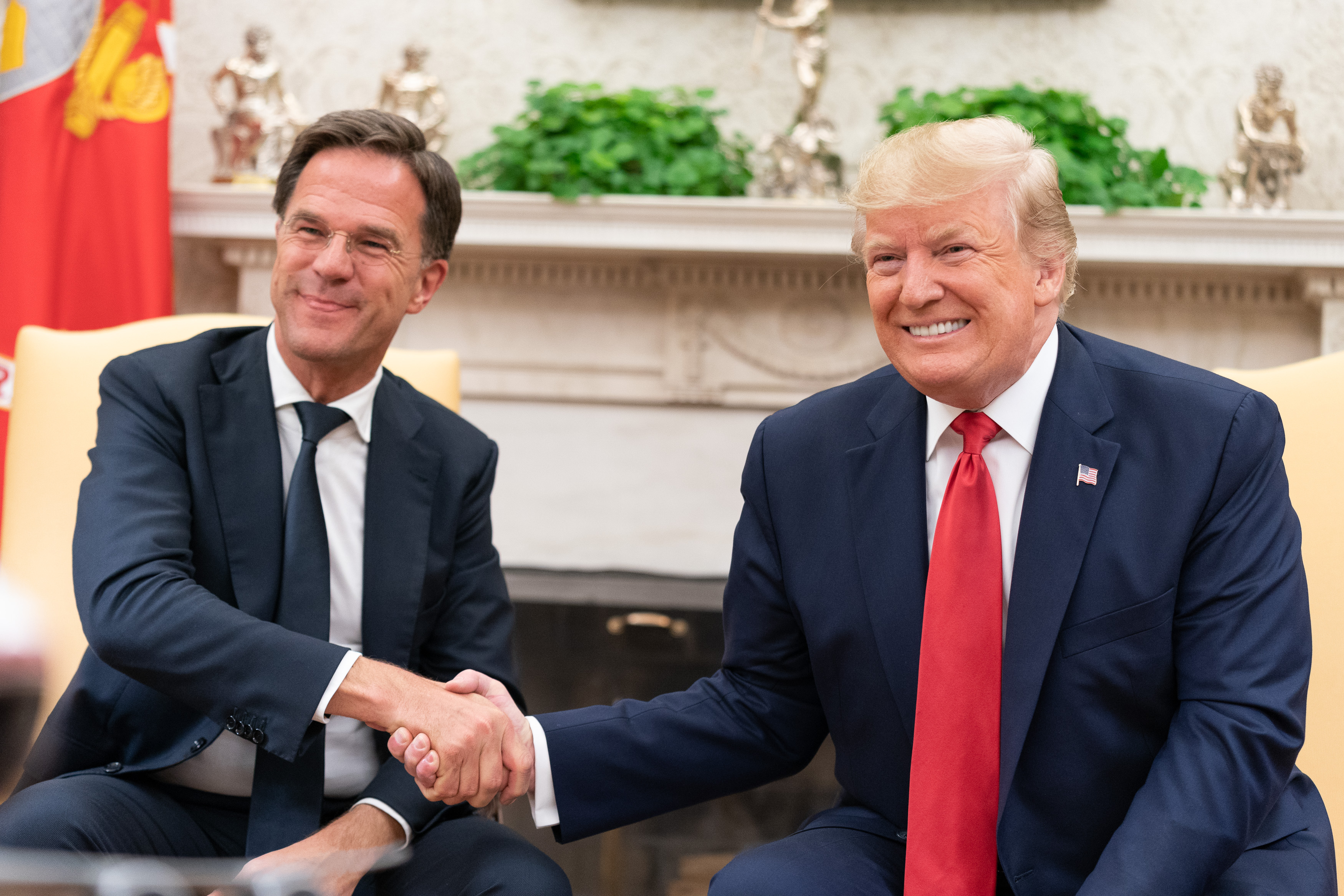
Прем'єр-міністр Нідерландів Марк Рютте з президентом США Дональдом Трампом в Овальному кабінеті Білого дому 18 липня 2019 року

Партнерство США з Нідерландами є одним з їх найстарших безперервних відносин і починається ще з часів американської революції . Починаючи з кінця 16 століття, голландці та інші європейці почали колонізувати східне узбережжя Північної Америки. Голландці назвали свою територію Новими Нідерландами, які стали колонією Голландської Республіки в 1624 році. Голландське колоніальне поселення Новий Амстердам пізніше стало Нью-Йорком.
Хоча дія була відхилена урядом Нідерландів, 16 листопада 1776 року форт Святого Єстатія віддав перший офіційний салют (вистріливши з гармат дев'ять разів) кораблю з американським прапором. 19 квітня 1782 року Джон Адамс був прийнятий Генеральними штатами в Гаазі і визнаний повноважним міністром Сполучених Штатів Америки. Таким чином вона стала другою іноземною державою, яка визнала Сполучені Штати.
Голландські офіцери на Суматрі (тоді входив до Голландської Ост-Індії) допомагали ВМС США під час Першої та Другої Суматрської експедицій у 1832 та 1838 роках. Обидві операції були каральними експедиціями, здійсненими проти вождівства Куала-Баті після того, як екіпажі американських торгових суден були вбиті корінними малайцями .
У 1861-63 адміністрація Лінкольна шукала за кордоном місця для переселення звільнених рабів, які хотіли покинути Сполучені Штати. Вона почала переговори США з урядом Нідерландів щодо міграції афроамериканців та колонізації голландської колонії Суринам у Південній Америці. З цієї ідеї нічого не вийшло, і в 1864 року від неї відмовилися.
Американські та голландські солдати спільно воювали під час облоги міжнародних представництв, що є частиною більшого повстання боксерів у Китаї .
Наприкінці 19-го і на початку 20-го століття Нідерланди були стійко нейтральними, торгуючи з усіма, але уникаючи союзів. У зовнішніх справах вона розбудовує свою заморську імперію, особливо в Голландській Ост-Індії (Індонезія). Нейтралітет не зупинив нацистського вторгнення в 1940 році, а після його звільнення в 1945 році нейтралітет більше не був преспективним. Голландці роками намагалися повернути свою цінну колонію Індонезію, але Сполучені Штати були вражені антикомуністичною позицією Індонезійської Республіки і наполягали на тому, щоб голландці пішли. З обуренням вони зробили це і передивились свою увагу на західноєвропейських та трансатлантичних відносинах. До 1950-х років, за словами Джайлза Скотта-Сміта, американці вважали голландців ідеальними союзниками в холодній війні:
Голландці були політично близькі до Великої Британії і були проти того, щоб у європейських справах домінувала або оновлена Франція, або Німеччина, що відродилась… Голландська політика, де домінували демократичні соціалісти та християнські партії, була різко проти комуністичних світоглядів. Нідерланди також позитивно ставилися до режиму вільної торгівлі під керівництвом США, а під час холодної війни були повністю віддані побудові керованого післявоєнного економічного та політичного порядку на основі міжнародних організацій, таких як Міжнародний валютний фонд (МВФ), Світовий банк., та Організація економічного співробітництва та розвитку (ОЕСР).
США були щедрими на кошти Плану Маршалла, покликані модернізувати голландські технології та допомогти їм ввійти в те, що стало Європейським Союзом. Членство в НАТО зміцнило тісне військове співробітництво.

## 21 століття
Президент Джордж Буш- молодший назвав ці країни «братськими націями». і президентом Бараком Обамою як «найближчі друзі, дружба яких ніколи не помре». Обама також висловився, що «без Нідерландів не було б Сполучених Штатів Америки, якими всі їх знають». 
Двосторонні відносини між двома народами будуються на історичних та культурних зв'язках, а також на спільній відданості свободі особистості та правам людини. Нідерланди поділяють зі Сполученими Штатами ліберальні економічні перспективи і являються прихильниками вільної торгівлі. Нідерланди є третім за величиною прямим іноземним інвестором у Сполучених Штатах а голландсько-американські торговельні та інвестиційні відносини підтримують близько 625 000 американських робочих місць при цьому Техас, Каліфорнія та Пенсільванія отримують найбільшу вигоду від цих економічних зв'язків. Сполучені Штати є третім за величиною прямим іноземним інвестором в Нідерландах.
Сполучені Штати та Нідерланди часто мають одинакові позиції з питань і співпрацюють як на двосторонній, так і на багатосторонній основі в таких інституціях, як Організація Об'єднаних Націй та НАТО. Голландці співпрацювали зі Сполученими Штатами у Світовій організації торгівлі, в Організації економічного співробітництва та розвитку, а також у рамках Європейського Союзу, щоб просувати однакову мету США щодо більш відкритої та ринкової світової економіки .
Голландці були союзниками Сполучених Штатів у Корейській війні та першій війні в Перській затоці та брали активну участь у глобальних миротворчих зусиллях у колишній Югославії, Афганістані та Іраку . Нідерланди також підтримують та беруть участь у навчанні НАТО та ЄС в Іраку. До 1 серпня 2010 року вони були активними учасниками Міжнародних сил сприяння безпеці та операції «Незмінна свобода» в Афганістані .